# Marcos Roberto Silveira Reis
Marcos Roberto Silveira Reis känd under artistnamnet Marcos, född 4 augusti 1973 är en brasiliansk före detta fotbollsmålvakt som spelade hela sin karriär för Palmeiras. Marcos debuterade i det brasilianska landslaget 1999 och spelade 29 matcher innan han slutade i landslaget 2005. Han var en del av det brasilianska landslag som i VM 2002 tog sitt femte VM-guld, Marcos var Brasiliens förstamålvakt i turneringen.